# Pollenia opalina
Pollenia opalina är en tvåvingeart som beskrevs av Dear 1986. Pollenia opalina ingår i släktet vindsflugor, och familjen spyflugor. Inga underarter finns listade i Catalogue of Life.